# 向阳镇 (柳河县)
向阳镇，是中华人民共和国吉林省通化市柳河县下辖的一个乡镇级行政单位。

## 行政区划
向阳镇下辖以下地区：
向阳社区、向阳村、池大地村、边沿村、样子沟村、五凤楼村、大兴村、夏家村、鱼亮子村、十里村、后亮子村、干河子村、乱木桥村和西岗子村。